# Molvena
Molvena – miejscowość i gmina we Włoszech, w regionie Wenecja Euganejska, w prowincji Vicenza.
Według danych na rok 2004 gminę zamieszkiwało 2426 osób, 346,6 os./km².
W miejscowości mieści się siedziba przedsiębiorstwa Dainese.